# 纸色谱法
紙色譜法（又稱紙色層分析法，英文：Paper chromatography）是分析化學中一種用來分離混合物的色譜技術。紙色譜法主要是用來分析染料，它已經在很大的程度上被薄層色譜法取代，但仍然是一種很好的教學工具。
當初發展紙色譜法是為了分離植物的色素製成顏料，用此方法可以分離出不同顏色的色素，所以這個技術有一個英文名稱chroma就是拉丁文「顏色」的意思。不過無色的混合物也可用這種方法分離，只要各成分對於溶劑及固定相有不同的親和力就行了。
双向纸上色层分析法也是紙色譜法的一種，先使用一種溶劑，進行色層分析後將試紙旋轉90度，再用另一種溶劑進行色層分析，常用在類似化合物（如胺基酸）組成混合物的分析。

## Rf值
Rf值是指物質移動的距離除以溶劑移動的距離，通常用小數表示，但也有人建議用百分數代替。例如：物質移動2.1公分而溶劑移動2.8公分，那就用2.1除以2.8，得到的Rf值就是0.75。如果算出來的Rf值是0，就代表物質並沒有移動；如果Rf是1，就代表物質和固定相沒有任何吸附作用，所以物質和溶劑一起流動。

## 顏料和極性
紙色譜法是一種可以測試物質的純度與分離混合物的方法，因為它可以快速的完成分析而且對材料的限制很少，所以它是一種極方便而且有用的分析方法。紙色譜法用的分離原則跟薄層色譜法一樣，物質分布在一個固定相與流動相。固定相通常是濾紙，流動相會帶著物質在上面流動，這個裝置將會根據混合物中不同物質對固定相的附著力和對流動相的溶解度而分離出來。分析顏料時，如果顏料中含有不只一種物質，不同顏色的物質會就根據溶劑和不同溶質的極性分開，這是因為不同的分子結構極有可能有不同的極性。這些不同的極性造就對溶劑的不同溶解度，使各種溶質會在溶劑擴散的不同位置沉澱在固定相上以斑點呈現，我們就可以根據固定相上的斑位置及大小作分析。